# Catch Me in the Air
"Catch Me in the Air" é uma canção da cantora nipo-britânica Rina Sawayama, contida em seu segundo álbum de estúdio Hold the Girl (2022). Foi composta pela própria cantora ao lado de Grace Barker, Oscar Scheller e seus produtores Stuart Price e Clarence Clarity. Foi lançada pela gravadora independente Dirty Hit em 27 de junho de 2022 como o segundo single do álbum.

## Antecedentes e lançamento
Rina Sawayama revelou a existência de seu próximo e segundo álbum de estúdio Hold the Girl em maio de 2022, dizendo que seria lançado em 2 de setembro de 2022. Ela então lançou o primeiro single do álbum, "This Hell", que segue "Catch Me in the Air". Em uma entrevista com Zane Lowe, Sawayama observou que "Catch Me in the Air" foi inspirado por Gwen Stefani.

## Composição
"Catch Me in the Air" é uma música pop-rock "leve e espumosa" com um refrão que foi descrito como tendo uma "melodia saltitante". O refrão acima mencionado enfrenta uma mudança de chave, adicionada para um efeito de "levantamento". O som da faixa é inspirado na banda pop irlandesa The Corrs. A música é uma homenagem a sua mãe, que criou Sawayama como mãe solteira e como elas se apoiaram em tempos difíceis. A canção foi escrita durante a pandemia de COVID-19. Sawayama cantou a música pela primeira vez em 2021 na The Dynasty Tour, em Glasgow. Sawayama explicou as origens da música em um comunicado: 
| “ | Eu escrevi 'Catch Me In The Air' em 2020-21, em uma época em que muitas pessoas ao meu redor estavam tendo filhos ou pensando em ter filhos. Isso me fez pensar nas pressões que os pais passam ao criar um filho. Eu me coloco no lugar da minha mãe. Tenho quase a idade dela quando ela me teve. Meus pais se separaram e minha mãe e eu moramos juntas com um inquilino em um apartamento em Londres. Nós dividimos um quarto até os 15 anos porque não podíamos deixar de alugar o quarto vago. Mamãe e eu viemos de culturas totalmente diferentes (japonesa e londrina) e por isso brigamos MUITO. Eu senti que ela não me entendia e eu não a entendia. Eu fugia para ir a shows em países estrangeiros por conta própria e eu sentia que ela emocionalmente fugia de mim às vezes (eu posso ver porque, eu era um pesadelo!). Frustrada com tudo o que ela fez. Houve vários anos nos meus 20 anos em que não conversávamos. Passei muito tempo com raiva porque me senti incompreendida e o fardo de ser filha única de pais separados.O primeiro verso [da canção] é da perspectiva dos pais, o segundo verso da perspectiva da criança. Eu amo estar em uma idade onde eu posso ver de ambas as perspectivas. Não consigo imaginar ter que criar um filho basicamente sozinho em um país onde você não fala a língua, para ganhar a vida tentando dar o melhor para seu filho. Minha mãe dormia às 22h e acordava às 2h para começar a trabalhar novamente. Ela fez isso por anos, e ela sempre me fazia café da manhã e me embalava com um almoço japonês fofo. Muitas vezes me pergunto se teríamos um relacionamento mais fácil crescendo se ela não tivesse que trabalhar tanto. Também me faz pensar quantos pais querem ser o melhor suporte para seus filhos, mas simplesmente não podem porque estão exaustos. De qualquer forma, estou tão orgulhosa dessa música e de onde está nosso relacionamento. A ponte/meio e o final da música é como me sinto sobre nosso relacionamento agora. | ” |

## Recepção critica
Tyler Golsen, do Far Out, deu a "Catch Me in the Air" uma pontuação de seis em dez, observando que a faixa não estava "à altura dos picos de gênero que Sawayama normalmente é capaz", embora ele tenha notado que era difícil "não gostar" da música.

## Faixas e formatos
Download digital
1. "Catch Me in the Air" – 3:35

Pacote de streaming
1. "Catch Me in the Air" – 3:35
2. "This Hell" – 3:56

## Créditos e pessoal
Créditos da música adaptados do Tidal.
- Rina Sawayama — vocais, compositora
- Stuart Price — produtor, compositor
- Clarence Clarity — produtora, compositora
- Grace Barker — compositora
- Oscar Scheller — compositor
- Adam Crisp — compositor

## Desempenho nas tabelas musicais
| Tabela musical (2022)                | Melhor posição |
| ------------------------------------ | -------------- |
| Japão Hot Overseas (Billboard Japan) | 13             |

## Histórico de lançamento
| Região | Data                | Formato                    | Versão   | Gravadora | Ref.        |
| ------ | ------------------- | -------------------------- | -------- | --------- | ----------- |
| Várias | 27 de junho de 2022 | Download digital streaming | Original | Dirty Hit | [ 6 ] [ 7 ] |